# Natasha Lyonne
Natasha Lyonne (Manhattan, Nova York, 4 d'abril de 1979) és una actriu estatunidenca de teatre, cinema i televisió. La seva filmografia principal inclou títols com Heartburn (1986), Everyone Says I Love You (1996), American Pie (1999), Detroit Rock City (1999), But I'm a Cheerleader (1999), Si les parets parlessin 2 (2000), Scary Movie 2 (2001), American Pie 2 (2001), La Kate i en Leopold (2001), Blade: Trinity (2004) i Orange is the new Black (2013).

## Biografia
És filla d'Yvette Lyonne, consultora de llicències de productes, i Aaron Braunstein, oriünd de Brooklyn, que treballava com a promotor de boxa. Lyonne es va educar en una llar jueva ortodoxa i va viure a Israel amb la seva família durant la seva infància; els seus avis materns eren supervivents de l'Holocaust. Quan els seus pares es van divorciar, Lyonne es va traslladar a Nova York a viure amb la seva mare i el seu germà Adán en un apartament d'un dormitori. A Nova York, els Lyonne van assistir a Ramaz, una escola privada jueva. La seva mare es va mudar a Miami, on Lyonne va assistir i es va graduar en la Miami Country Day School.

## Carrera
Lyonne va començar a actuar a una edat primerenca amb el seu primer paper com "Opal" de Pee-wee's Playhouse. Va aparèixer en la pel·lícula A Man Called Sarge (1990) durant la seva estada a Israel.
Lyonne és més coneguda pels seus papers en les dues primeres pel·lícules d' American Pie on interpretava a Jessica. Ha aparegut en més de 30 pel·lícules, incloent papers protagonistes en les pel·lícules independents Slums of Beverly Hills i But I'm a Cheerleader.
Lyonne també va aparèixer en Party Monster el 2003, una dramatització de la història de Alig Michael. Interpretant a Brooke, Lyonne es va posar un vestit de grassa. També va fer el paper d'una biòloga cega a Blade: Trinity. Després d'una pausa perllongada, Lyonne va tornar amb Goyband.
El gener de 2008, va aparèixer en una obra de Broadway, Two Thousand Years. Lyonne va treballar en el thriller 13 (2010), al costat de Mickey Rourke, Ray Liotta i Jason Statham. Actualment interpreta un dels principals personatges en la sèrie de Netflix Orange Is the New Black

## Vida personal
Lyonne va sortir amb l'actor Edward Furlong, a qui va conèixer en el set de Detroit Rock City, de 1998 a 2000. Va començar amistat amb l'actor Michael Rapaport, el 1997 i més tard va llogar un apartament en un immoble de la seva propietat al carrer 18. El cantant i exveí Rufus Wainwright va escriure una cançó sobre ella anomenat "Natasha" inclòs en el seu àlbum de 2003 "Want One".
L'agost de 2005, el New York Post va informar que Lyonne estava al Centre Mèdic Beth Israel a Manhattan amb un nom fals, i portava allà més d'un mes després d'haver estat traslladada des de l'hospital Bellevue. Suposadament patia hepatitis C, una infecció del cor i un pulmó col·lapsat. També va ser objecte de tractament amb metadona.
Al desembre de 2006, Lyonne va comparèixer davant el tribunal per enfrontar-se a acusacions de 2005. Un jutge va sentenciar llibertat condicional. Des de llavors, ha realitzat quatre pel·lícules.

## Filmografia

### Cinema
| Any  | Títol                                                   | Paper                                     | Notes               |
| ---- | ------------------------------------------------------- | ----------------------------------------- | ------------------- |
| 1986 | Heartburn                                               | neboda de Rachel                          | No surt als crèdits |
| 1990 | A Man Called Sarge                                      | noia àrab                                 |                     |
| 1993 | Dennis the Menace                                       | Polly                                     |                     |
| 1996 | Tothom diu "I love you" (Everyone Says I Love You)      | Djuna "DJ" Berlin                         |                     |
| 1998 | Slums of Beverly Hills                                  | Vivian Abromowitz                         |                     |
| 1998 | Krippendorf's Tribe                                     | Shelly Krippendorf                        |                     |
| 1998 | Vampirs moderns (Modern Vampires)                       | Rachel                                    |                     |
| 1999 | American Pie                                            | Jessica                                   |                     |
| 1999 | Detroit Rock City                                       | Christine                                 |                     |
| 1999 | Freeway II: Confessions of a Trickbaby                  | Crystal "White Girl / Whitie" Van Meuther |                     |
| 1999 | But I'm a Cheerleader                                   | Megan Bloomfield                          |                     |
| 1999 | The Auteur Theory                                       | Rosemary Olson                            |                     |
| 2000 | Si les parets parlessin 2 (If These Walls Could Talk 2) | Jeanne                                    | Telefilm            |
| 2001 | Night Visions                                           | Bethany                                   |                     |
| 2001 | Pla B                                                   | Kaye                                      |                     |
| 2001 | Fast Sofa                                               | Tamara Jenson                             |                     |
| 2001 | Scary Movie 2                                           | Megan Voorhees                            |                     |
| 2001 | American Pie 2                                          | Jessica                                   |                     |
| 2001 | La zona grisa (The Grey Zone)                           | Rose                                      |                     |
| 2001 | Kate & Leopold                                          | Darci                                     |                     |
| 2002 | Comic Book Villains                                     | Judy Link                                 |                     |
| 2002 | Zig Zag                                                 | Jenna                                     |                     |
| 2002 | Night at the Golden Eagle                               | Amber                                     |                     |
| 2003 | Die, Mommie, Die!                                       | Edith Sussman                             |                     |
| 2003 | Party Monster                                           | Brooke                                    |                     |
| 2004 | America Brown                                           | Vera                                      |                     |
| 2004 | Madhouse                                                | Alice                                     |                     |
| 2004 | Blade: Trinity                                          | Sommerfield                               |                     |
| 2005 | Robots                                                  | Loretta Geargrinder                       | Veu                 |
| 2005 | My Suicidal Sweetheart                                  | Grace                                     |                     |
| 2008 | Tricks of a Woman                                       | Sally                                     |                     |
| 2009 | The Immaculate Conception of Little Dizzle              | Tracy                                     |                     |
| 2009 | Loving Leah                                             | Esther                                    | Telefilm            |
| 2009 | Jelly                                                   | Mico Hammel                               |                     |
| 2009 | Goyband                                                 | Fani                                      |                     |
| 2009 | Outrage                                                 | Molly                                     |                     |
| 2009 | Heterosexuals                                           | Ellia                                     |                     |
| 2009 | All About Evil                                          | Deborah                                   |                     |
| 2011 | 4:44 Last Day on Earth                                  | Tina                                      |                     |
| 2012 | American Reunion                                        | Jessica                                   |                     |
| 2013 | He's Way More Famous Than You                           | ella mateixa                              |                     |
| 2013 | The Rambler                                             | Cheryl                                    |                     |
| 2013 | G.B.F.                                                  | Ms. Hoegel                                |                     |
| 2013 | Girl Most Likely                                        | Allyson                                   |                     |
| 2015 | Sleeping with Other People                              |                                           |                     |
| 2015 | Hello, My Name Is Doris                                 |                                           |                     |
| 2015 | Ioga Hosers                                             |                                           |                     |
| 2015 | Meadowland                                              |                                           |                     |
| 2019 | Ad Astra                                                |                                           |                     |

### Televisió
| Any          | Títol                             | Paper                 | Notes |
| ------------ | --------------------------------- | --------------------- | --- |
| 1986–1987    | Pee-wee's Playhouse               | Opal                  | |
| 2000         | Will and Grace                    | Gillian               | |
| 2001         | Night Visions                     | Bethany Daniels       | |
| 2011         | New Girl                          | Gretchen              | |
| 2011         | Law & Order: Special Victims Unit | Gia                   | |
| 2012         | Weeds                             | Tiffani               | |
| 2013         | NTSF:SD:SUV::                     | Mrs. Barbato          | 1 Episodi: "Comic Amb-Air" |
| 2013–present | Orange Is the New Black           | Nicky Nichols         | Netflix series temporada 1 (13 episodis) temporada 2-ara (sèrie) Screen Actors Guild Award for Outstanding Performance by an Ensemble in a Comedy Nominada—Primetime Emmy Award for Outstanding Guest Actress in a Comedy Sèries |
| 2015         | Girls                             | Ricky                 | 1 Episodi: "Iowa" |
| 2015         | Portlandia                        | 1 Episodi: "SeaWorld" | |
| 2016         | Steven Universe                   | Smoky Quartz          | |